# Gonçalo Junior
Gonçalo Junior (Guanambi, 1967) é jornalista, escritor e pesquisador nas áreas de cinema, imprensa, música e histórias em quadrinhos. É autor de 40 livros. Nasceu em Guanambi (BA) e se mudou com a família ainda menino para Salvador (BA), onde estudou Jornalismo (Universidade Federal da Bahia, 1993) e Direito (Universidade Católica do Salvador, 1997).
Iniciou a carreira de jornalista na década de 1980 como cartunista e roteirista de histórias em quadrinhos, além de produzir fanzines sobre o tema. Dentre eles, A Folha dos Quadrinhos (1983), Quadrinhos Magazine (1984), Livre Cativeiro (1989) e Balloon (1991).
Trabalhou nos jornais Jornal da Bahia, Tribuna da Bahia, Bahia Hoje, Gazeta Mercantil e Diário de S. Paulo. Em outubro de 1997, mudou-se para São Paulo, onde reside até hoje. Colaborou em importantes publicações como Playboy, Folha de S.Paulo, Bravo!, Entrelivros, Almanaque Abril, Trip, Revista Voe Gol, Mais!, MAG, Dufry, RG, Lola, Imprensa, A Tarde, Revista Izzo, Private Brokers, Revista Shopping Cidade Jardim, Jornal da Associação Brasileira de Imprensa, etc. Entre 2007 e 2010, editou desde o primeiro número a revista de cultura trimestral Personnalité, para clientes do Banco Itaú - foi o responsável pelos 13 primeiros números. Trabalhou como coordenador de imprensa no Memorial da América Latina entre 2012 e 2013, onde criou o guia de programação mensal e a TV Memorial, além de organizar uma série de eventos e exposições. Atualmente, é editor da revista Brasileiros - trabalha desde abril de 2013.
Como escritor, ganhou quatro vezes o Troféu HQ Mix. O primeiro, de 1997, com a pesquisa A Incrível Guerra dos Gibis - Quadrinhos e Censura, 1894 a 1964, que serviu de base para o livro A Guerra dos Gibis - a formação do mercado editorial brasileiro e a censura aos quadrinhos, 1933-1964 (editora Companhia das Letras), que foi escolhido o melhor livro teórico sobre quadrinhos no Troféu HQ Mix de 2005. No ano seguinte, recebeu mais uma vez a premiação, dessa vez na categoria Grande contribuição, pelos livros e pesquisas na área de quadrinhos.Em 2013, levou o prêmio como melhor livro teórico do ano, com E Benício criou a mulher.
Em 2011, seu livro Alceu Penna e As Garotas do Brasil: Moda e Imprensa - 1933 a 1975 foi escolhido como a melhor biografia no Prêmio Jabuti de Literatura, mas foi desclassificado após o anúncio do prêmio porque foi considerado não inédito: em 2004 o autor havia lançado de forma independente uma tiragem de 300 exemplares de uma outra versão da biografia de Alceu Penna. A de 2004 tinha 138 páginas, sendo que a de 2011, cuja tiragem foi de 5.000 exemplares, possui 352 páginas. Além disso, o volume de informações é cerca de 2,5 vezes maior e 90% das imagens são novas. Ainda assim, os organizadores da Jabuti consideraram que houve infração do regulamento, que exige ineditismo nas obras premiadas. Tanto o autor quanto a editora questionaram e não acataram a decisão, por considerá-la injusta. Em 2019, a editora Melhoramentos publicou uma quadrinização de Triste Fim de Policarpo Quaresma de Lima Barreto, com arte de Franco de Rosa. Em outubro de 2020, lançou uma campanha de financiamento coletivo no Catarse de uma biografia de Jacob do Bandolim.